# グエン・カオ・キ
グエン・カオ・キ（阮 高奇、ベトナム語：Nguyễn Cao Kỳ / 阮高奇  発音、1930年9月8日〈保大5年7月16日〉 - 2011年7月23日）は、ベトナム戦争当時のベトナム共和国（南ベトナム）の政治家。南ベトナム首相、副大統領、空軍司令官。

## 経歴

### 軍人
フランス領インドシナのサイゴンに生まれる。宗主国であったフランス軍によって飛行機の操縦訓練を受けた後、1954年にベトナム国に戻り、翌年のベトナム共和国（南ベトナム）の建国後に同国空軍に入隊した。
その後は順調に軍人として昇進し、ズオン・バン・ミン大統領の下で空軍将校となり、最終的に軍人としては少将まで昇進した。

### 副大統領

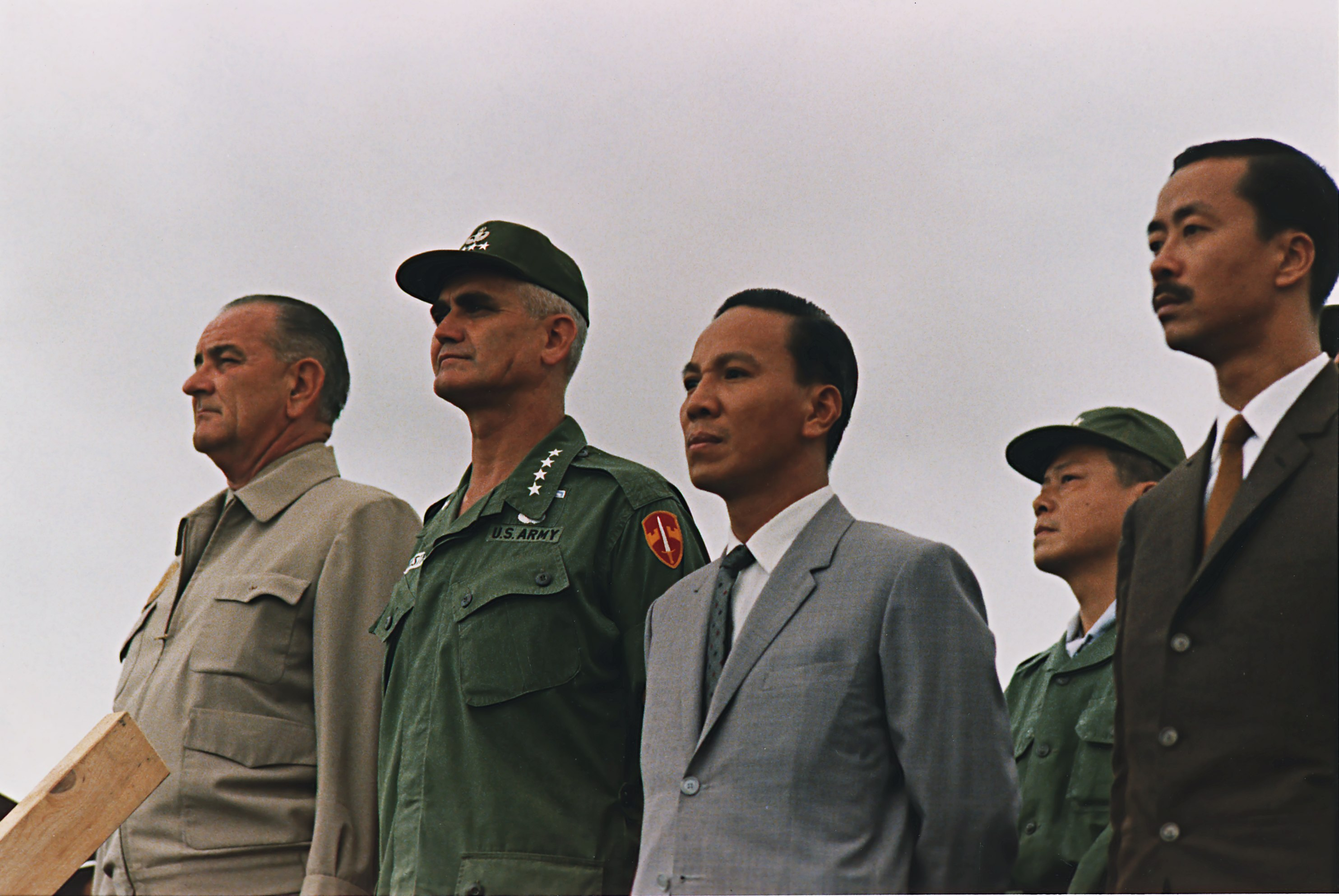
グエン・バン・チュー（中心）と左からアメリカのリンドン・B・ジョンソン大統領、ウィリアム・ウェストモーランドアメリカ陸軍将軍、チュー、1人おいてグエン・カオ・キ首相（1966年10月）

1965年2月に起きた軍事クーデターで、グエン・カーン大統領を失脚させ南ベトナム政府の実権を掌握し、同国の首相を経てベトナム戦争中の1967年に、グエン・バン・チュー大統領政権下で副大統領に就任した。
同じ軍人出身のグエン・バン・チュー大統領とともに、アメリカの支援を受けて北ベトナムやその指揮下にある南ベトナム解放民族戦線と戦ったが、その後チュー大統領との関係が悪化したことから1971年に副大統領を辞任し、同時に政界から引退した。

### 亡命
その後もお目付け役的な立場で、北ベトナムと戦う南ベトナム政府外で活躍した。しかし、1975年4月30日のサイゴン陥落の直前に、アメリカ軍のヘリコプターでアメリカ海軍の揚陸指揮艦「ブルー・リッジ」に向かい、そのままアメリカに亡命した。

### 亡命後
アメリカ政府の斡旋により亡命先となり居住したカリフォルニア州南部の「リトル・サイゴン」では、貿易商や商店主として成功し、最盛期は香港にも支店を開設していた。
また、アメリカを中心に講演活動も行っていた。南ベトナムの元高官としては珍しく、現在のベトナムの共産党政権に対して融和的な意見を持つことから、南ベトナムからの亡命者の中には距離を置く者も多かった。ベトナムとアメリカが国交を正常化した後の2004年1月に、約30年ぶりに故国の土を踏んだ。

### 死去
2011年7月23日に、呼吸器疾患の治療で入院していたマレーシアのクアラルンプールの病院で亡くなった。80歳没。

## 麻薬密輸
軍人時代からアヘンなどの麻薬取引に深くかかわっていたと噂され、アメリカのジャーナリストのアルフレッド・ウィリアム・マッコイからはその著書内で、1960年代から1970年代にかけてCIAが運営していた航空会社「エア・アメリカ」の機材を自らの麻薬の運搬に使用したことから、同社の運送プログラムの担当から除外されたことがあると指摘されている。